# Platyoides
Genre
Synonymes
- Pseudoplatyoides Strand, 1908
- Corimaethes Simon, 1908

Platyoides est un genre d'araignées aranéomorphes de la famille des Trochanteriidae.

## Distribution
Les espèces de ce genre se rencontrent en Afrique.

## Liste des espèces
Selon World Spider Catalog (version 23.5, 29/06/2022) :
- Platyoides alpha Lawrence, 1928
- Platyoides costeri Tucker, 1923
- Platyoides fitzsimonsi Lawrence, 1938
- Platyoides grandidieri Simon, 1903
- Platyoides leppanae Pocock, 1902
- Platyoides mailaka Platnick, 1985
- Platyoides pictus Pocock, 1902
- Platyoides pirie Platnick, 1985
- Platyoides pusillus Pocock, 1898
- Platyoides quinquedentatus Purcell, 1907
- Platyoides ravina Andriamalala & Ubick, 2007
- Platyoides robertsi Haddad, 2022
- Platyoides rossi Platnick, 1985
- Platyoides vao Andriamalala & Ubick, 2007
- Platyoides velonus Platnick, 1985
- Platyoides venturus Platnick, 1985
- Platyoides walteri (Karsch, 1887)

## Systématique et taxinomie
Ce genre a été décrit par O. Pickard-Cambridge en 1891 dans les Drassidae. Il est placé dans les Trochanteriidae par Platnick en 1985.
Corimaethes a été placé en synonymie par Platnick en 2002.

## Publication originale
- O. Pickard-Cambridge, 1891 : « On some new species and two new genera of Araneida. » Proceedings of the Zoological Society of London, vol. 1890, p. 620-629 (texte intégral).